# George Radu Melidon
George Radu Melidon[A] (n. 13/25 martie 1831, Roman, Moldova – d. 11/23 mai 1897, Roman, Roman, România) a fost un autor didactic, poet, prozator, publicist și traducător român din generația Unirii de la 1859. Pedagog de vocație, a fost un militant al ideii naționale și a ocupat funcții administrative importante în sistemul de învățământ românesc din Principate și Vechiul Regat, în a doua jumătate a secolului al XIX-lea, contribuind la reorganizarea și dezvoltarea acestuia.

## Viața și cariera
George Radu Melidon s-a născut la 13 martie 1831[B] în familia lui Gheorghe și a Ecaterinei Melidon. Tatăl său a fost profesor, iar mama sa provenea dintr-o familie de preoți. Fratele lui mai mare, Grigore, a absolvit Academia Mihăileană din Iași și a devenit ulterior profesor la aceeași instituție. După finalizarea ciclului primar de învățământ, tot acolo a ajuns și George Radu, care a studiat literatura și istoria, pentru ca în 1855 să fie trimis pentru a studia matematica la Paris.
A fost un poliglot care cunoștea germana, franceza, latina și greaca și s-a familiarizat cu literaturile acelor „popoară mai însemnate în istoriea culturei omenimii [...] cu scop ca apoi să producă răsultatele acellora și în literătura năciunală rumână”.
Dintre foștii lui dascăli de la Academie, au avut legătură cu destinul și cariera sa viitoare profesorul lui de retorică, Dimitrie Gusti și profesorul lui de istorie Theodor Codrescu. La editura din Iași a acestora („Buciumul român”) și-a publicat tânărul absolvent primul volum, o traducere din limba germană a unei „cărți de cetire” (1856). Lui Dimitrie Gusti i-a dedicat Melidon și prima lui lucrare originală din 1858, iar debutul în presă și l-a făcut la ziarul Zimbrul condus de Theodor Codrescu. Zece ani mai târziu, în 1868, în calitatea lui de ministru al Cultelor și Instrucțiunii Publice din România și de președinte al comisiei însărcinate de domnitorul Carol I cu înființarea Școlii Normale de la București, tot Dimitrie Gusti l-a numit pe Melidon primul director al acestei instituții. Propunerea pentru această numire a fost făcută de fostul său coleg mai tânăr de la Iași V. A. Urechia, care deținea funcția de director în același minister, vechi colaborator și bun cunoscător al activității lui Melidon, pe care îl considera un „harnic și iubitor de cultură românească impiegat al scoalelor”.
A fost un ager polemist, înzestrat cu vervă umor și spontaneitate, de asemeni a fost un om sincer înzestrat cu curajul opiniei, pe care și-o exprima fără ezitare.
În 1871 a participat în fruntea unei delegații de cadre didactice din învățământul secundar la Marea Serbare de la Mănăstirea Putna (15-16 august), unde a avut ocazia să-i cunoască pe reprezentanții tinerei generații de studenți români din străinătate, între care Mihai Eminescu, Ioan Slavici și Ciprian Porumbescu.
A avut o soție pe nume Elena domiciliată în București și un fiu, Dimitrie [Demetriu]-Radu Melidon, născut în București la 15 februarie 1872. Bolnav și confruntat cu dificultăți financiare după ieșirea sa la pensie, profesorul Melidon a fost nevoit să solicite în 1885 o subvenție de studii pentru fiul său.
S-a stins din viață în 1897 la Roman după o boală necruțătoare și a fost înmormântat în cimitirul orașului natal.
Cariera

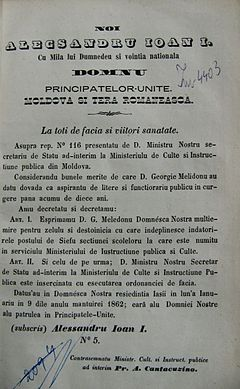
Decretul din 9 ianuarie 1862 al domnitorului Alexandru Ioan Cuza prin care îi mulțumește lui George Radu Melidon, numit șef de secție în Ministerul Cultelor și Instrucțiunii Publice.

- 1856: A început ca bibliotecar la Academia Mihăileană[21]
- 1856: În același an a fost numit profesor de mitologie, retorică și poetică la Gimnaziul Central din Iași[5][6][7][22]
- 1857: A fost numit șef de secție în Ministerul Cultelor și Instrucțiunii Publice din Moldova[5][6][8] până în 1862[7]
- 1858 - 1859: A fost reprezentant al aceluiași minister în Epitropia Seminarului Sfântul Gheorghe din Roman[6]
- 1860: A devenit director în același minister[5][6][8]
- 1861: A căpătat dreptul de a funcționa în învățământul secundar[6] ca profesor de istorie și leteratură română și greacă[23]
- 1862 - 1864: A ajuns director general al învățământului primar din Principatele Unite ale Țării Românești și Moldovei[5][6][7]
- 1866: A început să desfășoare activitatea de revizor (pentru județele Roman, Vaslui și Tecuci[6]) și ulterior[2] inspector școlar (pentru județele Iași, Botoșani, Dorohoi, Roman, Bacău, Vaslui, Fălciu, Tutova[24]) cu reședința la Roman.
- 1868: A fost primul director al Școlii Normale „Carol I” din București[6][8]
- 1881: În luna octombrie din cauza problemelor de sănătate[25] s-a pensionat și s-a retras la Roman[5], unde a continuat să predea ca profesor suplinitor la gimnaziu[6][8] (actualul Colegiu Național Roman Vodă)[6], istoria.[19]
- 1885: La 2 aprilie  printr-o donație de carte către Primăria Roman, a pus bazele primei biblioteci publice din orașul natal[6][20], careia i-a fost și primul bibliotecar[26]  timp de 1 an[27].
- 1886: La 15 septembrie își încetează activitatea didactică [2]

## Opera

### Dezvoltarea învățământului
Profesorul Melidon – om cu o vastă cultură și cu un puternic sentiment patriotic, s-a dovedit a fi unul dintre militanții ridicării culturale și luminării poporului român, în al său Lepturariu Românesc, Aron Pumnul prezentându-l ca fiind un luptător pentru dezvoltarea învățământului.  Meritele sale au fost incontestabile în activitatea de îndrumare a școlii.

În 1857 fiind chemat la „direcțiunea trebilor scolare” în Ministerul Cultelor și Instrucțiunii Publice, George Melidon făcu 
„a se pune îndatorire prin contracte arendașilor monastirescĭ de a clădi anume case și mobilațiunĭ de scóle pe bunurile Statuluĭ; ast-fel în 1858 se putură deschide cele ântêiǔ scolĭ sătescĭ peste Milcov”—Melidon 1869:6

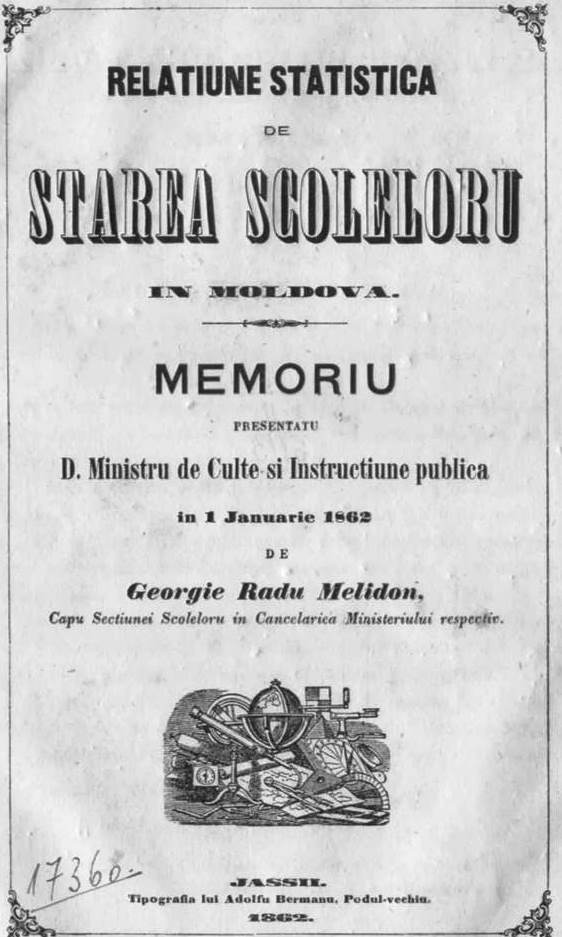
Pagina de titlu a memoriului Relațiune statistică de starea școleloru în Modova redactat în 1862

În 1862 a fost însărcinat de către Ministerul Instrucțiunii Publice – în calitate de director general al învățământului primar, cu redactarea unui memoriu statistic privind administrarea și situația în care se găsea învățământul public și particular, memoriu care i-a adus aprecierea domnitorului Alexandru Ioan Cuza. Un nou raport făcut în 1868 – de această dată în calitate de inspector al școalelor, în care zugrăvește 
„în culori vii și adevărate”—Melidon 1868
neajunsurile învățământului rural, îi aduce numirea în fruntea Școlii Normale „Carol I”. Inteligent, cult, cu spirit vioi și dotat cu tact pedagogic, Melidon a știut să se facă iubit de către elevii săi. Sub conducerea sa Școala Normală a progresat rapid și, rezultatele s-au văzut în teritoriu chiar din momentul în care prima serie de absolvenți din anul 1871 a început să practice.

Angajat în creșterea nivelului școlilor rurale, a combătut opinia larg răspândită în epocă, precum că în aceste medii era suficient să fie predate copiilor scrierea și citirea.
„Căci, în afară de numele de Român pe care și-l atribuie încă cu mândrie țăranul nostru el au ajuns a nu mai ști să-și dea seama, nici de unde, nici cu ce drept se află purtându-l”—Melidon, 1874: 120
Pentru serviciile sale a fost decorat cu ordinele Bene Merenti și „Steaua României” în grad de Cavaler.

### Ideea națională și opera didactică

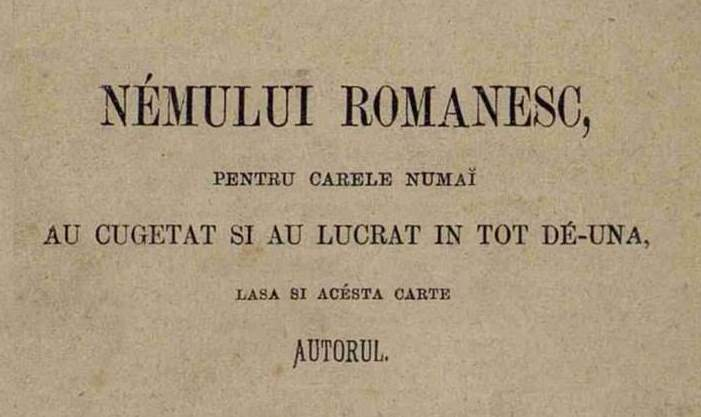
Dedicația lucrării din 1874

Ideile naționaliste asumate de către proaspătul înființat stat român în zorii existenței sale, au găsit un teren fertil în domeniul educației naționale. Cărțile de căpătâi ale noului curent de gândire au fost două: Pedagogia lui Simion Bărnuțiu (1870), care a delimitat scolastic terenul pentru o pedagogie naționalistă militantă și Manualul invĕțietorului sau Elemente de pedagogie practica în usul șcólelor populare a lui George Radu Melidon (1874). Dacă prima dintre cele două lucrări a enunțat esența noilor paradigme ale naționalismului exclusivist din punct de vedere etnic, manualul lui Melidon le-a consacrat ca și fundament al educației românești. Astfel din poziția sa de conducător al unei instituții centrale de îndrumare metodologică, lucrarea sa de pedagogie aplicată a jucat rolul unei curele de transmisie între ideile lui Bărnuțiu și practica educațională din teritoriu.
Odată ce a obținut putere de decizie ca director al școlilor, Melidon s-a preocupat de dezvoltarea învățământului la sate precum și de formarea învățătorilor care urmau să pună în practică acest scop, iar când a ajuns în fruntea Școlii Normale „Carol I” din București, a elaborat programe de învățământ și s-a străduit ca instituția pe care a condus-o să devină un centru–model de îndrumare metodică pentru celelalte școli normale din țară.

Melidon a considerat astfel învățământul rural drept reperul central al românismului, calibrându-și discursul pe măsura țintei urmărite și investind cadrele didactice cu roluri misionare. Conform concepțiilor sale acestea au trebuit să găsească loc ideilor și eticii naționaliste și să le promoveze în cadrul socio-cultural al satului impregnat de etosul religios și morala ortodoxă. Ca și incubator al naționalismului școala trebuia să devină 
„întocmai ca o a doua biserică”—Melidon, 1874: 103
, educația chiar dacă urma să mențină bazele puse de către morala creștină, neputând să mai rămână prerogativul bisericii sau al clericilor. 
„preotul nu mai poate fi dascăl, pentru același cuvânt care face că în biserică nu se pot ține lecțiuni de matematici, căci însuși Christ a alungat din biserică cu biciul pe Fariseii calculatori. [...] Românii [nu se pot apăra] numai cu icoanele ca Bisantinii. [Ei trebuie să înțeleagă] că precum nu pot trăi fără biserică, tot astfel nu pot trăi fără școală””—(Melidon, 1874: 12)
 Profesioniștii au fost chemați pentru a învăța națiunea. Educația morală a tineretului a fost direcționată pe două căi, educația religioasă – ca reper pentru datoriile față de Dumnezeu, societate și individ, cu rol 
„pentru formarea omului crescin, adică a omului de bine și de adevăr”—Melidon, 1874: 78-79
 și, cea istorică și geografică menită să stabilească reperele datoriilor către națiune, fiind cea necesară 
„pentru formarea omului social, patriot și cetățian”—Melidon, 1874: 78-79.
Fără minimalizarea rolul educației religioase, centrul de greutate al învățământului trebuia să se circumscrie astfel educației naționaliste, ceea ce urma să se facă prin studiul istoriei, care
„desceaptă pe om și la datoriile ce are către pământul în care s-au născut, și în care reposează oasele moșilor, stremoșilor sei, precum și către semenii sei frați de limbă, cu concursul cărora poate mosceni, în mai bună înțelegere, pământul pe care se hrănesc el însuși cu familia sa, și pe care este prin urmare dator a-l spori și a-l înflori prin munca sa și a-l apăra cu sacrificiul vieței seale”—Melidon, 1874: 79
, astfel că 
„numai când tot românul va sci să simțiă și se probeze prin trecutul seu că [...] nu este totuși nici o altă rasă mai nobile de cât a lui, ca coboritor din Romani, cari au domnit și civilisat întreaga lume, [...] națiunea română [...] va fi gata a se sacrifica, pentru drepturile sale”—Melidon, 1874: 122
Este de menționat totuși că într-o epocă astfel cum a fost sfertul de secol de după Unirea Principatelor, naționalismul promovat prin ideile lui Bărnuțiu și directivele pedagogice ale lui Melidon a căpătat inclusiv accente xenofobe, materializate atât în cărțile de citire și manualele de istorie scrise pentru școală primară, cât și prin mesajele diseminate în școlile elementare de către cadrele didactice convertite la rolul de apostoli ai românismului.

### Ideea națională șihistoria militans

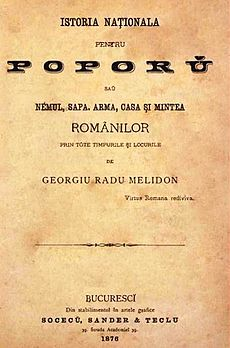
Foaia de titlu a lucrării Istoria naționala pentru poporu (București, 1876)

Punând în practică ideile sale în ceea ce privește pedagogia națiunii, Melidon a scris Istoria naționala pentru poporu sau Némul, sapa, arma, casa și mintea Românilor prin tóte timpurile și locurile, un manual care a simbolizat tipul ideal de historia militans și al cărui prim scop a fost acela de a trezi conștiința națională ca și o condiție prealabilă pentru a proteja și extinde unitatea statului național român, cautând să facă mai vii și memorabile faptele istorice și povestite, ilustrându-le prin variate bucăți de lectură (cântece populare, basme, balade, proverbe, fabule, poezii).
„Al doilea scop al meu au fost ca studiul istoriei se presinte Românilor întărirea unirei lor politice adusă prin evenimentele istorie moderne. Când în Scoala Normală Carol I s-au găsit internați la un loc Moldoveni și Munteni, s-au văzut cum persista încă chiar în spiritele tinere de dincoace și dincolo de Milcov, o mândrie rău înțeleasă sau o desbinare vătămătoare, numai pentru că istoria învățată prin scoale li-au fost făcut cunoscute fel de fel de victorii sau învingeri urmate între stremoșii lor, fără a li esplica adevăratele cause ale acestor lupte fratricide oarecum. Am fost unul din luptătorii Unirei; am luptat în partea Moldaviei cu peana ca scriitor; am fost primul care am întrunit la Bucuresci adminstrațiunea scoalelor de dincoace și dincolo de Milcov ca Director general al scoalelor din România la 1862; am fost deci totdeauna în posițiune de a mă ocupa mai de aproape cu studiul causelor care în trecut au putut provoca între români conflicte până la sânge, și am găsit că, în timpul Românilor curați, ele nu proveniau de cât din dorința de a se întruni toți în un singur stat și numai în timpurile de decadență, când oștirile țărei erau compuse din streini, au putut unii Domni să se bată între ei pentru scopuri personale. Pe aceste din urmă resboae le-am lăsat afară ca fapte fără nici o atingere pentru Români”—Melidon, 1876: 4-5
Monarhia ereditară a lui Carol I a fost văzută în acest context, ca și o garanție a unei suveranități statale românești robuste, fiind considerată un cofraj instituțional cu rol de prezervare a tăriei poporului român. Personificată de figura lui Carol I, domnia ar fi urmat să asigure
„Virtus Romana Rediviva”—Melidon, 1876: 84
readucerea la viață a tăriei și spiritului romane.
În același timp însă manualul său a păcătuit și prin erori specifice unui model de narcisism cultural colectiv , un exemplu grăitor fiind afirmarea superiorității neamului românesc față de alte popoare, în baza originii latine – prezumată ca fiind neviciată.

### Scrieri
Preocupările scriitoricești ale lui George Radu Melidon au fost mai ales didactice. Pe lângă cărți, a scris în almanahuri și în alte publicații ale epocii, articole pe teme politice (bine documentate și în care a apărat cauza românească), sociale, comerciale. În scris s-a dovedit a fi un militant pentru drepturile politice și teritoriale ale românilor. A colaborat astfel la periodicele Zimbrul, Foiletonul Zimbrului, Foița de istorie și literatură, Foaie pentru minte, inimă și literatură, Secolul al nouăsprăzecelea, Trompeta Carpaților, Instrucțiunea publică, Corespondența provincială, Colectorul literar pentru ambe sexe, Vocea Romanului, precum și la almanahurile lui Gheorghe Asachi Almanah pentru români (1856-1858) și Almanah de învățătură și petrecere (1857-1859).

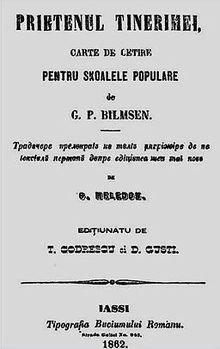
Prietenul tinerimei – traducere din 1856 după Friedrich Philipp Wilmsen (ediția a doua, 1862)

De asemeni, a fost preocupat de regulile poeticii, cartea sa Regule scurte de versificație română reprezentând în epocă - din acest punct de vedere, un real salt spre modernizare terminologică și teoretică. Dedicată fostului său magistru, Dimitrie Gusti, lucrarea are trei secțiuni: reguli generale de versificație, licențe poetice și defecte de versificație, prozodia poetică aplicată la versificația modernă. Astfel deși terminologia utilizată a fost de factură greco-romană clasică – venită pe filiera limbilor romanice, a fost adaptată la limba română. Părți din această lucrare au apărut și în Transilvania, în numerele 42-46 din 1859 ale revistei Foaie pentru minte, inimă și literatură.
Melidon a făcut parte din cercul de scriitori din jurul lui Gheorghe Asachi. Caracterizarea făcută de contemporani a fost aceea a unui om cu o bogată fantezie, care nesupusă însă unei discipline a literaturii a avut tendința de a aluneca cu ușurință spre bizarerii. Încercările sale lirice au încercat să imite pe cele ale altor poeți ai vremii (în special Grigore Alexandrescu) și au fost fie patriotice militante, fie de dragoste încărcate de convenționalism, fie încercări alegorice sau filozofice, grevate însă de un iz didacticist. Publicate în periodice, aceste încercări nu s-au ridicat la nivelul acelor cărora au încercat să le semene.
A scris și proză, demnă de a fi reținută fiind mai ales cea legată de relatările de călătorie (Călătorie în Moldova de Sus, De la Iași la Roman), marcate de comparații livrești și, prin care autorul și-a pus în aplicare opțiunea de a pune în valoare frumuseților țării. La citire, Călătorie în Moldova de Sus este instructivă și dezvăluie o conștiință politică mereu trează, iar De la Iași la Roman este un fluent jurnal de voiaj, în care fără o pătrundere deosebită sunt fixate firi și obiceiuri, locuri și așezăminte publice, iar peripețiile călătoriei cu poșta sunt povestite plăcut, pe un ton de glumă)
Datorită scrierii operei Un vis curioz (viziune onirică a societății românești imaginată ca fiind proiectată într-o dimensiune temporală viitoare), Melidon a fost încadrat printre utopiști și în același timp a fost socotit primul reprezentant al science-fictionului românesc (proto-SF),
Activitatea de traducător s-a concretizat fie din limba franceză prin preluarea unor articole din presa vremii, ori traducerea Întâlnirea d. A. de Lamartine cu sultanul Abdul Megid (aparută în „Zimbrul”, 1851) sau cartea Învețemêntul popular (1871 [?], trad. după Léon Lebon), fie  din germană prin opere ale lui Schiller (balada Hera și Leandru, Cassandra, Împărțirea lumei), Friedrich Philipp Wilmsen (1856, Prietenul tinerimei: Carte de cetire pentru skoalele populare de G. P. Bilmsen[nefuncțională]
). În manuscris se păstrează și o traducere din limba greacă, „Viața lui Sulla Romanul dupre Plutarcu, traducere de Georgiu Radu Melidon, directorul Școalei Normale Carol I”, prezentată Academiei pentru premiere.
Cărți
- Carte de lectură (1858)[C]
- Regule scurte de versificație română – Metodu ușoru pentru a pute face cu înlesnire versuri corecte în limba română, (Iași, Tipografia Buciumul român,  1858)[D]
- Relațiune statistică de starea școleloru in Modova Arhivat în 15 decembrie 2014, la Wayback Machine. – Memoriu prezentatu D. Ministru de Culte și Instrucțiune Publică în 1 ianuarie 1862 (Iași, 1862)
- Anuariul Institutului Pedagogic: Scoala Normala Primaria. Primul annu scolariu: 1867-68[nefuncțională]
 (București, 1869)
- Școala Normală Carol I – Anuarul primului period de învățămînt sub direcțiunea d-lui George Radu Melidon. Anii școlari 1867-1870 (București, 1871)
- Manualul invĕțietorului sau Elemente de pedagogie practica în usul șcólelor populare[nefuncțională]
 (București, 1874)
- Istoria naționala pentru poporu sau Némul, sapa, arma, casa și mintea Românilor prin tóte timpurile și locurile[nefuncțională]
, (București, 1876, manual)
- Șcóla normală Carol I, Virtus Romana rediviva. Arětare de numele și numerul Învěțatorilor preparați pentru scólele rurale superióre, sub directiunea d-lui Georgiu Radu Melidon în anii 1867-1881.
- Irod național (Tipografia Haber, 1895, roman)

Varia
- Note de călătorie

- Călătorie în Moldova de Sus
- De la Iași la Roman

- Un vis curioz (1857, în Almanah de învățătură și petrecere)

Nepublicate
- Questiuni politice (1855-1862)[C]
- Cosmologie
- Istorie universală
- Memoriile Unirei
- Scrieri literare (1854-1862)[C]

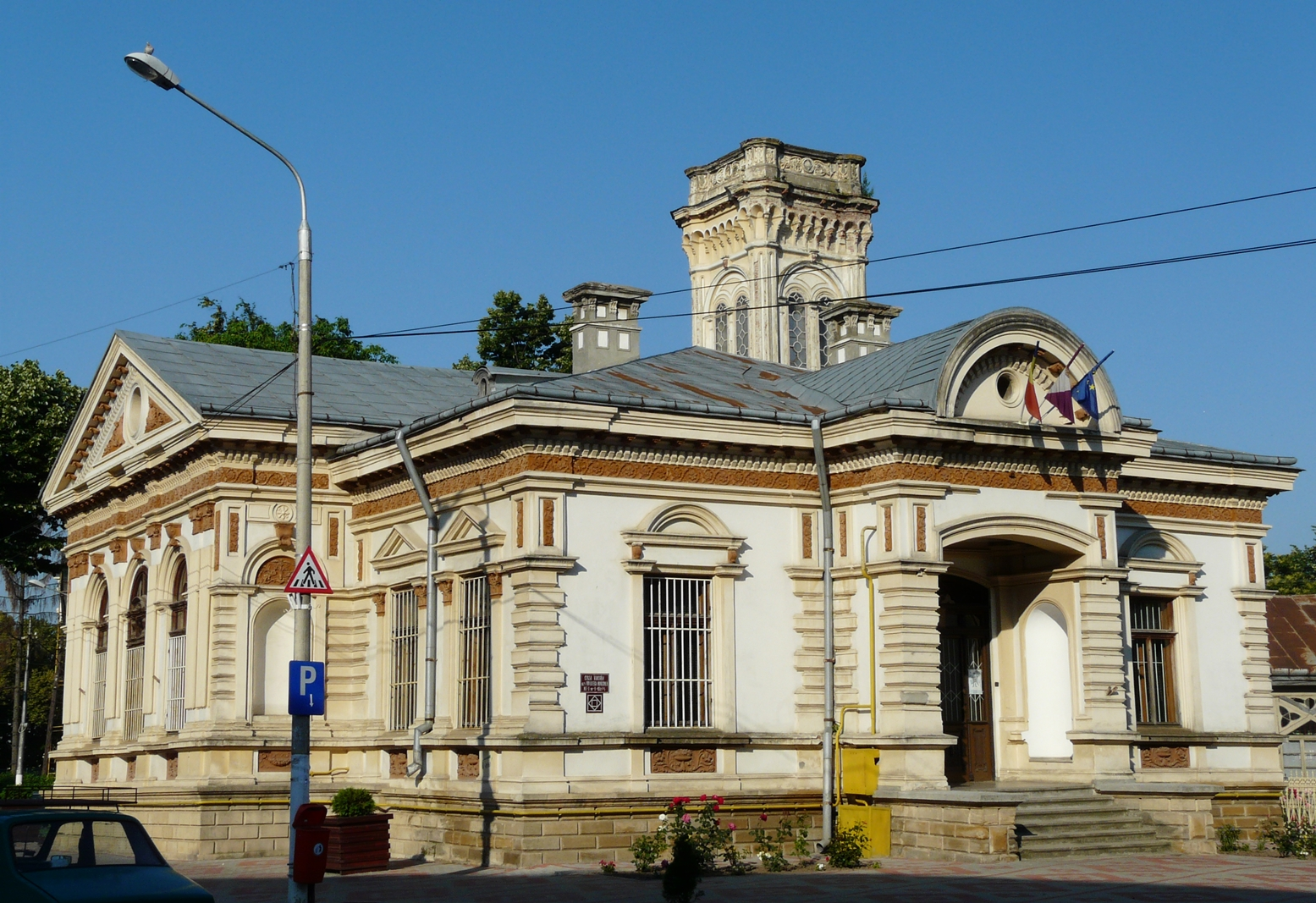
Sediul Bibliotecii Municipale „George Radu Melidon” din Roman

## In memoriam
La începutul secolului XX, o stradă din apropierea Bisericii „Sfântul Gheorghe” din urbea sa natală i-a căpătat numele, care însă nu a fost păstrat în timpul regimului comunist. În 1942 sub îngrijirea profesorului Alexandru Epure, apare în Roman o micro-monografie dedicată lui Melidon.
Numele său este purtat astăzi atât de biblioteca municipală din Roman, cât și de o asociație culturală locală.
Din 30 aprilie 2015 i-a fost acordat titlul de Cetățean de onoare al Municipiului Roman.